# Made in the Shade
Made in the Shade är ett samlingsalbum av The Rolling Stones 1975 och består av material från 1971 till 1974, (från Sticky Fingers till It's Only Rock 'N Roll). Albumet släpptes 6 juni 1975.

## Låtlista
Alla låtar är skrivna av Mick Jagger och Keith Richards.

### Sida 1
1. "Brown Sugar" - 3:50
  - från albumet Sticky Fingers
2. "Tumbling Dice" - 3:44
  - från albumet Exile on Main St.
3. "Happy" - 3:04
  - från albumet Exile on Main St.
4. "Dance Little Sister" - 4:10 
  - från albumet It's Only Rock 'N Roll
5. "Wild Horses" - 5:41
  - från albumet Sticky Fingers

### Sida 2
1. "Angie" - 4:31
  - från albumet Goats Head Soup
2. "Bitch" - 3:37
  - från albumet Sticky Fingers
3. "It's Only Rock 'n Roll (But I Like It) - 5:07
  - från albumet It's Only Rock 'N Roll
4. "Doo Doo Doo Doo Doo (Heartbreaker) - 3:27 
  - från albumet Goats Head Soup
5. "Rip This Joint" - 2:23
  - från albumet Exile on Main St.

Tid 39:35